# Xavier Arreaga
Xavier Ricardo Arreaga Bermello (Guayaquil, 28 de septiembre de 1994) es un futbolista ecuatoriano. Juega de defensa y su equipo actual es el Barcelona Sporting Club de la Serie A de Ecuador.de la Serie A de Ecuador.

## Trayectoria

### Halley
Se inició en el Halley de Jipijapa donde jugó 12 partidos en la Segunda Categoría.

### Manta
En el 2012 pasa al Manta jugando en la categoría sub-18 y reserva, ya en el 2014 el técnico de es entonces del Manta, Jorge Alfonso, le dio la oportunidad de entrar al campo de juego en un partido contra Emelec donde el resultado fue a favor para dicho equipo.
El Manta se vio obligado a luchar hasta la última fecha para no descender pero los resultados no ayudaron mucho y en la última fecha descendió a la Serie B.
En la Serie B fue pieza fundamental para el Manta en el sistema de tres del profesor Paúl Mayorga, titular indiscutible y aun con la salida del profe Mayorga siguió siendo líder de la zaga , estuvo en todos los partidos a excepción de 1 el cual estaba suspendido por cinco tarjetas amarillas, con el Manta no pudo alcanzar el ansiado retorno a la serie de privilegio.

### Barcelona
A finales del 2015 Barcelona se hace dueño del 50% de su pase así quedando el otro 50% al Manta Fútbol Club. Así terminaría el ciclo del jugador en el club que le abrió las puertas, convIrtiéndose en nuevo fichaje del Club Torero de Guayaquil. Marca su debut el 10 de junio de 2016 en la victoria sobre Fuerza Amarilla. Anota su primer gol ante el El Nacional. Mismo año en el que se coronaría campeón del Campeonato Ecuatoriano de Fútbol 2016 con el Barcelona.

### Seattle Sounders
El 9 de mayo de 2019 se confirma la venta de Xavier por $1,5 millones al Seattle Sounders de la Major League Soccer de Estados Unidos. Permaneció en el club hasta mediados de abril de 2024, acumulando en total 120 partidos y tres goles anotados, fue campeón de la MLS Cup en 2019 y de la Liga de Campeones de la Concacaf en 2022.

### New England Revolution
El 23 de abril de 2024 se anunció su traspaso al New England Revolution, también de la Major League Soccer de Estados Unidos.

## Selección nacional
El 25 de septiembre de 2017 es convocado por Jorge Célico para jugar los partidos ante Chile y Argentina correspondiente a la última jornada de las eliminatorias por Rusia 2018.
El 14 de noviembre de 2022 fue incluido en la lista final para la Copa Mundial Catar 2022.
Fue convocado por Sebastián Beccacece para disputar la doble fecha de las eliminatorias para el Mundial de Canadá, Estados Unidos y México 2026 de septiembre de 2024 ante Brasil y Perú.

### Participaciones en Copas Mundiales
| Mundial              | Sede  | Resultado      | Partidos | Goles |
| -------------------- | ----- | -------------- | -------- | ----- |
| Copa Mundial de 2022 | Catar | Fase de grupos | 0        | 0     |

### Participaciones en Sudamericanos
| Competencia              | Sede      | Resultado | Partidos | Goles |
| ------------------------ | --------- | --------- | -------- | ----- |
| Sudamericano Sub-17 2011 | Perú      | 4.º lugar | 9        | 0     |
| Sudamericano Sub-20 2013 | Argentina | 6.º lugar | 7        | 0     |

### Participaciones en Copas del Mundo Sub-17
| Competencia              | Sede   | Resultado        | Partidos | Goles |
| ------------------------ | ------ | ---------------- | -------- | ----- |
| Copa Mundial Sub-17 2011 | México | Octavos de final | 4        | 0     |

### Participaciones en eliminatorias
| Eliminatorias      | Sede            | Resultado    | Partidos | Goles |
| ------------------ | --------------- | ------------ | -------- | ----- |
| Eliminatorias 2018 | América del Sur | No clasificó | 0        | 0     |
| Eliminatorias 2022 | América del Sur | Clasificado  | 9        | 1     |
| Eliminatorias 2026 | América del Sur | Clasificado  | 0        | 0     |

### Participaciones en Copa América
| Copa              | Sede   | Resultado        | Partidos | Goles |
| ----------------- | ------ | ---------------- | -------- | ----- |
| Copa América 2019 | Brasil | Primera fase     | 0        | 0     |
| Copa América 2021 | Brasil | Cuartos de final | 0        | 0     |

### Partidos internacionales
Actualizado al último partido disputado el 28 de marzo de 2023. 
| \| N.° \| Fecha \| Ciudad \| Rival \| Resultado \| Resultado \| Competencia \| \| --- \| ------------------------ \| ---------------- \| ----------------- \| --------- \| --------- \| ----------------------------------- \| \| 1. \| 20 de noviembre de 2018 \| Ciudad de Panamá \| Panamá \| 2-1 \| Victoria \| Amistoso \| \| 2. \| 5 de junio de 2019 \| Harrison \| Perú \| 1-0 \| Victoria \| Amistoso \| \| 3. \| 10 de septiembre de 2019 \| Cuenca \| Bolivia \| 3-0 \| Victoria \| Amistoso \| \| 4. \| 13 de octubre de 2019 \| Elche \| Argentina \| 1-6 \| Derrota \| Amistoso \| \| 5. \| 14 de noviembre de 2019 \| Portoviejo \| Trinidad y Tobago \| 3-0 \| Victoria \| Amistoso \| \| 6. \| 19 de noviembre de 2019 \| Harrison \| Colombia \| 0-1 \| Derrota \| Amistoso \| \| 7. \| 8 de octubre de 2020 \| Buenos Aires \| Argentina \| 0-1 \| Derrota \| Eliminatorias al Mundial Catar 2022 \| \| 8. \| 13 de octubre de 2020 \| Quito \| Uruguay \| 4-2 \| Victoria \| Eliminatorias al Mundial Catar 2022 \| \| 9. \| 12 de noviembre de 2020 \| La Paz \| Bolivia \| 3-2 \| Victoria \| Eliminatorias al Mundial Catar 2022 \| \| 10. \| 17 de noviembre de 2020 \| Quito \| Colombia \| 6-1 \| Victoria \| Eliminatorias al Mundial Catar 2022 \| \| 11. \| 4 de junio de 2021 \| Porto Alegre \| Brasil \| 0-2 \| Derrota \| Eliminatorias al Mundial Catar 2022 \| \| 12. \| 8 de junio de 2021 \| Quito \| Perú \| 1-2 \| Derrota \| Eliminatorias al Mundial Catar 2022 \| \| 13. \| 2 de septiembre de 2021 \| Quito \| Paraguay \| 2-0 \| Victoria \| Eliminatorias al Mundial Catar 2022 \| \| 14. \| 14 de octubre de 2021 \| Barranquilla \| Colombia \| 0-0 \| Empate \| Eliminatorias al Mundial Catar 2022 \| \| 15. \| 1 de febrero de 2022 \| Lima \| Perú \| 1-1 \| Empate \| Eliminatorias al Mundial Catar 2022 \| \| 16. \| 2 de junio de 2022 \| Harrison \| Nigeria \| 1-0 \| Victoria \| Amistoso \| \| 17. \| 5 de junio de 2022 \| Chicago \| México \| 0-0 \| Empate \| Amistoso \| \| 18. \| 12 de noviembre de 2022 \| Madrid \| Irak \| 0-0 \| Empate \| Amistoso \| \| 19. \| 24 de marzo de 2023 \| Sídney \| Australia \| 1-3 \| Derrota \| Amistoso \| \| 20. \| 28 de marzo de 2023 \| Melbourne \| Australia \| 2-1 \| Victoria \| Amistoso \| |                          |                  |                   |           |           |                                     |
| N.° | Fecha                    | Ciudad           | Rival             | Resultado | Resultado | Competencia                         |
| 1. | 20 de noviembre de 2018  | Ciudad de Panamá | Panamá            | 2-1       | Victoria  | Amistoso                            |
| 2. | 5 de junio de 2019       | Harrison         | Perú              | 1-0       | Victoria  | Amistoso                            |
| 3. | 10 de septiembre de 2019 | Cuenca           | Bolivia           | 3-0       | Victoria  | Amistoso                            |
| 4. | 13 de octubre de 2019    | Elche            | Argentina         | 1-6       | Derrota   | Amistoso                            |
| 5. | 14 de noviembre de 2019  | Portoviejo       | Trinidad y Tobago | 3-0       | Victoria  | Amistoso                            |
| 6. | 19 de noviembre de 2019  | Harrison         | Colombia          | 0-1       | Derrota   | Amistoso                            |
| 7. | 8 de octubre de 2020     | Buenos Aires     | Argentina         | 0-1       | Derrota   | Eliminatorias al Mundial Catar 2022 |
| 8. | 13 de octubre de 2020    | Quito            | Uruguay           | 4-2       | Victoria  | Eliminatorias al Mundial Catar 2022 |
| 9. | 12 de noviembre de 2020  | La Paz           | Bolivia           | 3-2       | Victoria  | Eliminatorias al Mundial Catar 2022 |
| 10. | 17 de noviembre de 2020  | Quito            | Colombia          | 6-1       | Victoria  | Eliminatorias al Mundial Catar 2022 |
| 11. | 4 de junio de 2021       | Porto Alegre     | Brasil            | 0-2       | Derrota   | Eliminatorias al Mundial Catar 2022 |
| 12. | 8 de junio de 2021       | Quito            | Perú              | 1-2       | Derrota   | Eliminatorias al Mundial Catar 2022 |
| 13. | 2 de septiembre de 2021  | Quito            | Paraguay          | 2-0       | Victoria  | Eliminatorias al Mundial Catar 2022 |
| 14. | 14 de octubre de 2021    | Barranquilla     | Colombia          | 0-0       | Empate    | Eliminatorias al Mundial Catar 2022 |
| 15. | 1 de febrero de 2022     | Lima             | Perú              | 1-1       | Empate    | Eliminatorias al Mundial Catar 2022 |
| 16. | 2 de junio de 2022       | Harrison         | Nigeria           | 1-0       | Victoria  | Amistoso                            |
| 17. | 5 de junio de 2022       | Chicago          | México            | 0-0       | Empate    | Amistoso                            |
| 18. | 12 de noviembre de 2022  | Madrid           | Irak              | 0-0       | Empate    | Amistoso                            |
| 19. | 24 de marzo de 2023      | Sídney           | Australia         | 1-3       | Derrota   | Amistoso                            |
| 20. | 28 de marzo de 2023      | Melbourne        | Australia         | 2-1       | Victoria  | Amistoso                            |

### Goles internacionales
| \| N.° \| Fecha \| Lugar \| Rival \| Gol \| Resultado \| Resultado \| Competición \| \| --- \| ----------------------- \| ------------------------------------------- \| -------- \| --- \| --------- \| --------- \| -------------------------- \| \| 1. \| 17 de noviembre de 2020 \| Estadio Rodrigo Paz Delgado, Quito, Ecuador \| Colombia \| 4–0 \| 6–1 \| Victoria \| Eliminatorias Mundial 2022 \| |                         |                                             |          |     |           |           |                            |
| N.° | Fecha                   | Lugar                                       | Rival    | Gol | Resultado | Resultado | Competición                |
| 1. | 17 de noviembre de 2020 | Estadio Rodrigo Paz Delgado, Quito, Ecuador | Colombia | 4–0 | 6–1       | Victoria  | Eliminatorias Mundial 2022 |

## Estadísticas

### Clubes
Actualizado al último partido disputado el 19 de octubre de 2024.
| Club                                  | Div.          | Temporada     | Liga  | Liga  | Copas nacionales | Copas nacionales | Copas internacionales | Copas internacionales | Total | Total |
| Club                                  | Div.          | Temporada     | Part. | Goles | Part.            | Goles            | Part.                 | Goles                 | Part. | Goles |
| ------------------------------------- | ------------- | ------------- | ----- | ----- | ---------------- | ---------------- | --------------------- | --------------------- | ----- | ----- |
| Halley · Ecuador                      | 3.ª           | 2012          | 12    | 0     | Inexistentes     | Inexistentes     | Inexistentes          | Inexistentes          | 12    | 0     |
| Halley · Ecuador                      | Total club    | Total club    | 12    | 0     | 0                | 0                | 0                     | 0                     | 12    | 0     |
| Manta F. C. · Ecuador                 | 1.ª           | 2013          | 0     | 0     | Inexistentes     | Inexistentes     | Inexistentes          | Inexistentes          | 0     | 0     |
| Manta F. C. · Ecuador                 | 1.ª           | 2014          | 12    | 0     | Inexistentes     | Inexistentes     | Inexistentes          | Inexistentes          | 12    | 0     |
| Manta F. C. · Ecuador                 | 2.ª           | 2015          | 43    | 3     | Inexistentes     | Inexistentes     | Inexistentes          | Inexistentes          | 43    | 3     |
| Manta F. C. · Ecuador                 | Total club    | Total club    | 55    | 3     | 0                | 0                | 0                     | 0                     | 55    | 3     |
| Barcelona S. C. · Ecuador             | 1.ª           | 2016          | 8     | 2     | Inexistentes     | Inexistentes     | 0                     | 0                     | 8     | 2     |
| Barcelona S. C. · Ecuador             | 1.ª           | 2017          | 30    | 3     | Inexistentes     | Inexistentes     | 9                     | 0                     | 39    | 3     |
| Barcelona S. C. · Ecuador             | 1.ª           | 2018          | 31    | 3     | Inexistentes     | Inexistentes     | 0                     | 0                     | 31    | 3     |
| Barcelona S. C. · Ecuador             | 1.ª           | 2019          | 10    | 0     | 0                | 0                | 2                     | 1                     | 12    | 1     |
| Barcelona S. C. · Ecuador             | Total club    | Total club    | 79    | 8     | 0                | 0                | 11                    | 1                     | 90    | 9     |
| Seattle Sounders Estados Unidos       | 1.ª           | 2019          | 17    | 0     | 0                | 0                | 0                     | 0                     | 17    | 0     |
| Seattle Sounders Estados Unidos       | 1.ª           | 2020          | 15    | 0     | —                | —                | 2                     | 0                     | 17    | 0     |
| Seattle Sounders Estados Unidos       | 1.ª           | 2021          | 27    | 2     | —                | —                | 3                     | 0                     | 30    | 2     |
| Seattle Sounders Estados Unidos       | 1.ª           | 2022          | 27    | 1     | 0                | 0                | 8                     | 0                     | 35    | 1     |
| Seattle Sounders Estados Unidos       | 1.ª           | 2023          | 14    | 0     | 2                | 0                | 0                     | 0                     | 16    | 0     |
| Seattle Sounders Estados Unidos       | 1.ª           | 2024          | 6     | 0     | 0                | 0                | 0                     | 0                     | 6     | 0     |
| Seattle Sounders Estados Unidos       | Total club    | Total club    | 106   | 3     | 2                | 0                | 13                    | 0                     | 121   | 3     |
| New England Revolution Estados Unidos | 1.ª           | 2024          | 23    | 0     | 0                | 0                | 3                     | 0                     | 26    | 0     |
| New England Revolution Estados Unidos | Total club    | Total club    | 23    | 0     | 0                | 0                | 3                     | 0                     | 26    | 0     |
| Total carrera                         | Total carrera | Total carrera | 275   | 14    | 2                | 0                | 27                    | 1                     | 304   | 15    |
| 1. 2.                                 |               |               |       |       |                  |                  |                       |                       |       |       |

### Participaciones internacionales
| Torneo                 | Club            | Resultado    |
| ---------------------- | --------------- | ------------ |
| Copa Sudamericana 2016 | Barcelona S. C. | Primera fase |
| Copa Libertadores 2017 | Barcelona S. C. | Semifinal    |
| Copa Sudamericana 2018 | Barcelona S. C. | Primera fase |

## Palmarés

### Campeonatos nacionales
| Título             | Club             | Año  |
| ------------------ | ---------------- | ---- |
| Serie A de Ecuador | Barcelona S. C.  | 2016 |
| MLS Cup            | Seattle Sounders | 2019 |

### Campeonatos internacionales
| Título            | Club             | Año  |
| ----------------- | ---------------- | ---- |
| Liga de Campeones | Seattle Sounders | 2022 |

### Campeonatos regionales
| Título                  | Club             | Año  |
| ----------------------- | ---------------- | ---- |
| Conferencia Oeste (MLS) | Seattle Sounders | 2019 |
| Conferencia Oeste (MLS) | Seattle Sounders | 2020 |

### Distinciones individuales
| Título                                                | Año  |
| ----------------------------------------------------- | ---- |
| Incluido en el 11 ideal de la Copa Banco del Pacífico | 2017 |